# Sjóvar kirkja
Sjóvar kirkja er en kirke på Færøerne i Strendur på Eysturoy, hjemmehørende i Færøernes folkekirke.Kirken er en traditionel færøsk trækirke fra 1834, beliggende midt i bygden i nærheden af fjorden, på lokaliteten Sjógv. Kirken har 220 siddepladser. Vest for kirken er der i 2014 opført et nyt sognehus.
Kirken er opført af lodrette sorttjærede planker på en hvidtet stensokkel. Den tidligre haft et tag af bølgeblik, men har nu igen et tag af græstørv. Over vestenden er et retvendt tagrytter med pyramidetag. Kirken har i nyere tid fået en tilbygning, (forkirke) således at bygningen fremstår som et vinkelhus. Der er 7 vinduer på nordsiden, og det virker som om kirken er blevet forlænget på et tidspunkt, da de to østligste vinduer sidder med stor afstand til de fem andre. På sydsiden er der fire vinduer (et er blændet ved tilføjelsen af tilbygningen).
Indvendig står kirken i ubemalet træværk og er uden hvælv eller loft. Koret er adskilt fra det øvrige kirkerum ved et udskåret korgitter. I korets nordøstlige hjørne er et mindre præsteværelse. Altertavlen er en kopi af Carl Blochs "Gethsemane" malet af Albertine Wesenberg fra 1904. Under billedet står skrevet "ske ikke min vilje men din". Over altertavlen hænger et forgyldt kors. Prædikestolen står på venstre side af kirken op mod korgitteret, med adgang fra koret. Døbefonten er sekskantet i ubemalet træ med høje ben. kirkeskibene er en unavngivet slup og færøbåden "Immanuel". Kirkeklokken er støbt i
Ålborg af De Smithske Støberier og er 60,8 cm i diameter. Den bærer indskriften "kommer alle og modtag bud og bod og hellig fred". En ældre klokke fra 1783 bruges ikke længere og ligger i pulpituret.

## Kirkens historie
I 1834 blev der bygget en ny kirke i Strendur. Årsagen er, at den gamle er blevet for lille. Folketællingerne fra sognet viste også, at folketallet er steget med 100 personer fra 1801 til 1834, fra 223 til 323 personer.
Den nye kirke er bygget af bl.a. brødrene Augustinus og Bering Simonsen, og Thomas Jacobsen.
I slutningen af 1970'erne vedtog menighedsrådet at udvide kirken mod vest med en tilbygning mod syd til skibet. Arkitekten var Kristoffer Kristoffersen fra Tórshavn. Arbejdet blev udført i 1978.